# 네오클로리스과
네오클로리스과(Neochloridaceae)는 녹조강 스파이로플레아목에 속하는 녹조류과의 하나이다. 6속 25종으로 이루어져 있다.

## 하위 속
- Botryosphaerella - 유일종 B. sudetica
- Chlorotetraëdron - 3종
- Echinosphaeridium - 4종
- 침공말속 (Golenkinia) - 9종
- 네오클로리스속 (Neochloris) - 7종
- 폴로이디온속 (Poloidion) - 유일종 P. didymos